# Свобода інформації
Свобода інформації — поняття, що використовується для позначення групи прав і свобод, включаючи
свободу вираження переконань (свобода слова), вільне функціонування засобів масової інформації (свобода друку), право суспільства на отримання від державних служб інформації, що має суспільне значення, свободу поширення інформації будь-яким законним способом.
Свобода шукати, одержувати та поширювати інформацію є одним з найважливіших політичних та особистих прав людини та включена в Загальну декларацію прав людини (стаття 19). Свобода слова, розширенням якої є свобода інформації, — це фундаментальне право людини, визнане в міжнародному праві.
Свобода інформації, як свобода вираження своїх думок, не залежить від носія та способу передачі інформації: усно, письмово, друковано, через Інтернет або у формі художньої творчості. Таким чином, правова охорона цієї свободи поширюється як на зміст інформації, так і на засоби її висловлювання. Свобода інформації може бути пов'язана з приватністю в контексті Інтернету та сучасних інформаційних технологій
Разом з тим, свобода інформації може бути обмежена, як для дотримання інших прав особистості (таємниця зв'язку, захист від втручання в особисте та сімейне життя), так і для захисту інтересів суспільства (обмеження в період дії надзвичайного або воєнного стану).

## Право суспільства на отримання інформації
Право суспільства на одержання від державних служб інформації, право на доступ громадян до урядових документів входить в конституції багатьох країн і в цілому розглядається, як ознака відкритості управління. Реалізація права суспільства на отримання інформації може бути ускладнена без спеціальних механізмів, що забезпечують це право; такі закони прийняті в більш ніж дев'яноста країнах світу. Тим не менше, існують різні розуміння цілей свободи інформації, залежно від різних концепцій ліберальної демократії.
Так, в Сполученому Королівстві довгий час залишався в силі принцип адміністративної таємниці, обмеження на доступ до документів парламенту базувалося на принципах суверенності парламенту та парламентських привілеїв. Відповідно до закону про державну документацію, масовому поданню підлягали лише спеціально відібрані документи центрального уряду, і лише після закінчення 30-річного терміну. З прийняттям у 1989 році «Закону про державну таємницю» та інших законодавчих актів контроль за доступом до інформації був посилений, діяльність держслужбовців віднесена до категорії конфіденційної, і їм заборонено вести щоденники. Обмеження були значно пом'якшені з прийняттям у 2000 році «Акту про свободу інформації».
Одним з базових принципів у забезпеченні права суспільства на отримання інформації є встановлення тягаря доказу на стороні, зобов'язаної надавати інформацію. Тобто запитувач інформації не повинен надавати причин для запиту, але для неподання інформації повинна бути представлена причина.
Закони про свободу інформації зазвичай не цілком поширюються на приватний бізнес, і з переходом якихось функцій від держави до приватних компаній, доступ до інформації, що була раніше відкритою, може бути ускладнено.

## Свобода інформації в Україні
Право на свободу інформації гарантується у частині 2 статті 34 Конституції України, відповідно до якої «кожен має право вільно збирати, зберігати, використовувати і поширювати інформацію усно, письмово або в інший спосіб — на свій вибір». Частина 3 статті 34 формулює виключний перелік підстав для обмеження цього права: в інтересах національної безпеки, територіальної цілісності або громадського порядку з метою запобігання заворушенням чи злочинам, для охорони здоров'я населення, для захисту репутації або прав інших людей, для запобігання розголошенню інформації, одержаної конфіденційно, або для підтримання авторитету і неупередженості правосуддя.